# Bonnevillesjön

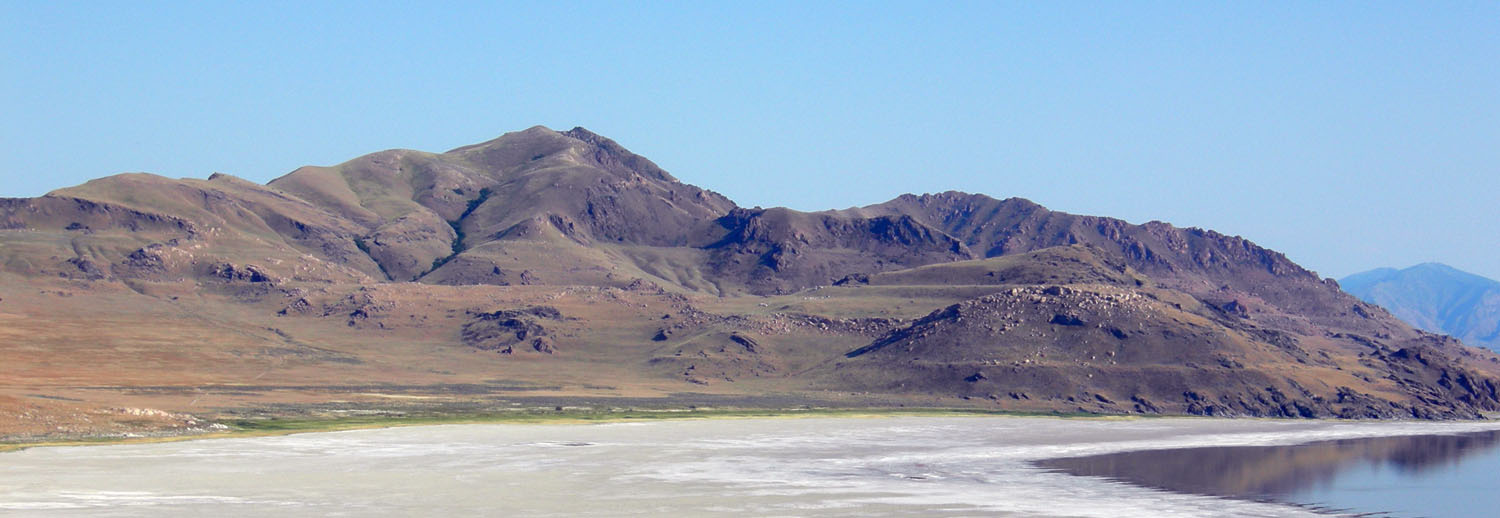
Tidigare strandlinjer av Bonnevillesjön på Antelope Islands sluttningar.

Bonnevillesjön under istiden samt de nutida resterna av sjön.

Bonnevillesjön var en stor nordamerikansk sjö under 
pleistocen istid för omkring 30 000 år sedan. Den täckte en yta på omkring  52 000 km² av dagens ökenområde mellan Klippiga bergen och Sierra Nevada och var upp till 400 meter djup. Sjön uppkallades efter den amerikanska upptäckaren Benjamin Bonneville av geologen Grove Karl Gilbert. Delar av den tidigare sjöbottnen har odlats upp och konstbevattnas. Städer har också vuxit upp på det som har varit flodavlagringar av den forntida sjön.
Stora Saltsjön i Utah och Utahsjön är rester av Bonnevillesjön.